# Cynorkis commersoniana
Cynorkis commersoniana là một loài thực vật có hoa trong họ Lan. Loài này được (A.Rich.) Kraenzl. mô tả khoa học đầu tiên năm 1901.